# 追索權
追索权（recourse; right of recourse）是指持票人在汇票到期未获付款，到期前未获承兑或其他法定原因发生时，向其前手请求偿还票据金额以及相关损失的票据权利，是法律上为补充付款请求权而设定的第二次请求权。
在金融活动和票据流通过程中，票据持有人在付款人拒绝付款时，向票据的背书人和出票人索回票款的权利。在票据流通过程中，持有到期票据者，在向应付款者索要票款、兑现票据时，如果付款人拒绝付款，即可向付款人所在地的法院（或其他法定出证人）申请出具付款人拒绝付款的证书，然后凭证书向票据背书人索要票款，金额为票据金额加利息加作拒绝证书费用。被追索人付清款项后可以向他的前手再追索，直至追索到出票人。票据背书人如要避免承担这种责任，可在背书时注明不受追索。
在性质上属于债权请求权。在中華民國，追索權規範於《票據法》當中。